# Dallia pectoralis
Dallia pectoralis és una espècie de peix de la família Umbridae, nom que rep a un peix natiu de Sibèria i Alaska, capaç de mantenir-se amb vida congelat en un bloc de neu diverses setmanes. És un peix de grans aletes i grandària mitjana, mesurant 14 cm (7 polzades aprox) de longitud. El cos presenta un disseny de taques intricades sobre el seu llom i la vora de les seves aletes també, tots aquests de color marró atzabeja.
A aquest peix se li coneix per la seva capacitat de sobreviure dins del gel. En el seu estat natural, se submergeix de 7 a 8 metres quan la superfície de l'aigua es congela. Unes cobertes protectors en les seves agallas mantenen les artèries en funció, perquè ell segueixi respirant, de manera que, el peix es manté en activitat, encara si el seu cos està cobert de cristalls de gel. Malgrat aquesta supervivència, aquest peix no viu si la temperatura en el qual està sotmès tendeix a variar. La temperatura mitjana és de 0° Celsius (273 °F) i solament el peix sobreviu si la temperatura és constant.